# Landgericht Bamberg

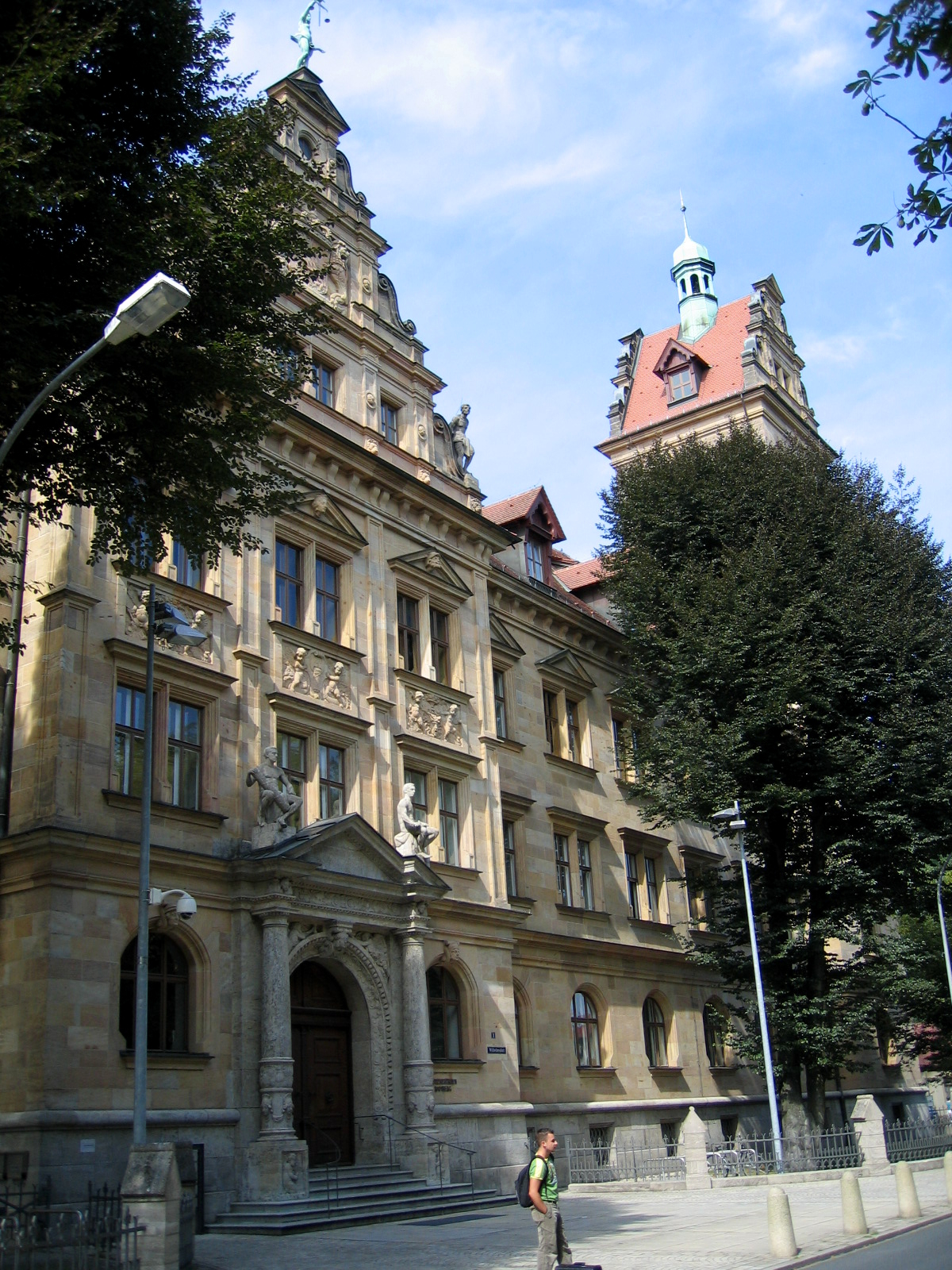
Justizgebäude auf dem Wilhelmsplatz 1 (2005)

Das Landgericht Bamberg ist ein Gericht der ordentlichen Gerichtsbarkeit. Es ist eines von 22 Landgerichten (LG) im Freistaat Bayern.

## Landgerichtsbezirk
Der Bezirk des LG Bamberg erstreckt sich neben der kreisfreien Stadt Bamberg auf folgende Landkreise:
- Bamberg
- Forchheim
- Haßberge

## Über- und nachgeordnete Gerichte
Das Landgericht Bamberg ist eines von sieben Landgerichten, denen das Oberlandesgericht Bamberg übergeordnet ist; nachgeordnet sind die Amtsgerichte in Bamberg, Forchheim und Haßfurt.

## Geschichte
Im Jahre 1803 wurden im Verlauf der Verwaltungsneugliederung Bayerns das Landgericht Bamberg I und Landgericht Bamberg II gebildet, bei denen es sich um Landgerichte älterer Ordnung handelte. Diese waren im Königreich Bayern Gerichts- und Verwaltungsbehörden, die 1862 in administrativer Hinsicht von den Bezirksämtern und 1879 in juristischer Hinsicht von den Amtsgerichten abgelöst wurden. Anlässlich der Einführung des Gerichtsverfassungsgesetzes am 1. Oktober 1879 wurden in Bamberg daher zwei Amtsgerichte errichtet, die 1903 zum Amtsgericht Bamberg vereinigt wurden. Das heutige Landgericht wurde dagegen mit der Einführung des Gerichtsverfassungsgesetzes am 1. Oktober 1879 aus dem 1857 gegründeten Bezirksgericht Bamberg gebildet. Das Oberlandesgericht Bamberg entstand im Übrigen ebenfalls im Jahr 1879 aus dem Appellationsgericht Bamberg.

## Landesarbeitsgericht Bamberg
Gemäß Arbeitsgerichtsgesetz vom 23. Dezember 1926 wurden in Deutschland Arbeitsgerichte gebildet. Diese waren nur in der ersten Instanz organisatorisch selbstständige Gerichte, die Landesarbeitsgerichte waren den Landgerichten zugeordnet. Am Landgericht Bamberg entstand so 1927 das Landesarbeitsgericht Bamberg als eines von 23 Landesarbeitsgerichten in Bayern. Sein Sprengel umfasste die Arbeitsgerichte Bamberg, Baunach, Burgebrach, Eltmann, Forchheim, Haßfurt, Höchstadt an der Aisch und Staffelstein. Die Landesarbeitsgerichte Bayreuth, Coburg und Hof wurden bereits zum 1. Januar 1930 aufgehoben, da die Zahl der Landesarbeitsgerichte auf sieben reduziert wurde. Die Aufgaben übernahm das Landesarbeitsgericht Bamberg. Es war damit zusätzlich für die Arbeitsgerichte Bayreuth, Coburg, Hof, Kronach, Kulmbach, Lichtenfels, Pegnitz, Selb und Wunsiedel zuständig.

## Persönlichkeiten
Am Landgericht Bamberg wirkten:
- Hermann Schmitt (1863–1943), Richter am Landgericht und Ministerialbeamter in Bayern
- Hermann Weinkauff (1894–1981), 1946–1949 Präsident des Landgerichts Bamberg, 1949–1950 Präsident des Oberlandesgerichts Bamberg, 1950–1960 erster Präsident des Bundesgerichtshofs[5]
- Thomas Bellay (* 1960), Richter am Landgericht, später Richter am Bundesgerichtshof
- Johann Schütz (1913–2010), Richter am Landgericht, später Präsident des Oberlandesgerichts Bamberg